# Carl Faia
Carl Faia, né en 1962 à la Tinker Air Force Base dans l'État d'Oklahoma, est un compositeur et un réalisateur en informatique musicale américain.

## Présentation
Monsieur Faia a étudié la composition musicale à l'Université de Californie à Santa Barbara et à l'Université d'État de Floride ainsi qu'à la Royal Academy of Music au Danemark grâce à une bourse de Fulbright. Parmi ses anciens professeurs, on peut citer Edward Applebaum, Peter Racine Fricker, Per Nørgård et Karl Aage Rasmussen. Plus tard, il a participé à des masterclasses avec Tristan Murail, Philippe Manoury et Harrison Birtwistle.
Depuis 1995, il a travaillé en tant que réalisateur en informatique musicale à l'Ircam à Paris et au CIRM à Nice, où il a aussi travaillé en indépendant et en tant que directeur de studio. Il a coopéré avec de nombreux compositeurs comme James Dillon,, Jonathan Harvey, Harrison Birtwistle, Fausto Romitelli, Luca Francesconi, Alejandro Viñao, Philippe Leroux. Il a également travaillé avec l'Orchestre national de jazz en France. Il a collaboré avec plusieurs artistes pour présenter de nouveaux projets s'appuyant sur des programmes informatiques musicales dans des festivals à travers l'Europe, notamment Ars Musica (Bruxelles), Holland Festival (Amsterdam), Musica (Strasbourg), Agora (Paris), Gaida (Vilnius), MaerzMusik (Berlin), Lille 2004, Casa da Música (Porto) et Queen Elizabeth Hall (Londres). Avec Max/MSP, il a transformé plusieurs morceaux du monde analogique au numérique comme Pour Pierre de Luigi Nono et Solo de Karlheinz Stockhausen. Il a aussi réalisé des projets en utilisant l'informatique, le Theremin, des capteurs et la guitare avec Art Zoyd, et Thomas Köner.
Il a régulièrement travaillé avec Art Zoyd (France) et le Forum Neues Musiktheater der Staatsoper Stuttgart (Allemagne) en tant que réalisateur en informatique musicale avec certains compositeurs invités pour des théâtres musicaux, des opéras, des concerts et des projets multimédia.
En 2002, il a co-fondé à Nice l'association à but non lucratif Lieu pour promouvoir la création et la diffusion de la musique contemporaine qui s'appuie sur l'informatique et l'électronique. Lieu a réalisé plusieurs projets dans le développement de nouveaux outils pour créer de nouveaux sons et a été présente dans la production de nouveaux projets utilisant la technologie informatique musicale,.
Depuis 2005, il a travaillé en tant que professeur avec André Serre-Milan dans les studios d'Art Zoyd pour développer une approche pédagogique unique de la composition électro-acoustique culminant chaque année dans les spectacles multimédias de Sonoscopie/Sound'Up. Depuis 2009, il est aussi professeur en Art sonore à l'Université Brunel de Londres,. Il est également membre de l'association Futur Composés depuis 2013.
2010 : HOMME DEBOUT Une histoire seule avec André Serre-Milan : musiques, conception, mise en espace et Carl Faia : développements informatiques, Xavier Mauméjean : fil conducteur et texte.